# 中城高原ホテル

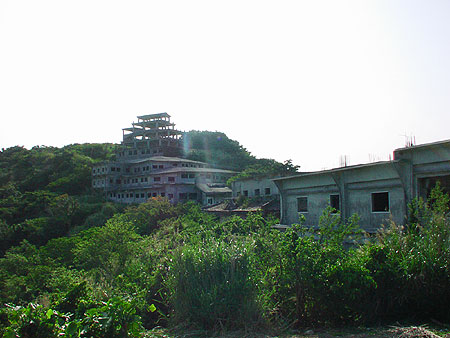
中城高原ホテルの建物

中城高原ホテル（なかぐすくこうげんホテル）は沖縄県中頭郡中城村の中城城跡公園内にあったホテル。1970年代に建設されたものの放棄され、2019年に解体されるまで40年以上にわたり廃墟として残っていた。

## 概要
中城城跡は、1955年（昭和30年）に琉球政府文化財保護委員会（以下、委員会）により重要文化財として史跡・名勝の指定を受けたが、その後、中城城跡の管理、運営を行っていた中城公園組合（以下、組合）が、観光客誘致のために「中城高原ホテル」建設を決めた。
当初計画の建設地は城の本丸（中城城では一の郭にあたる）だったが、これにより前述の文化財指定が取り消される可能性があった。この問題に対し、組合側はホテル建設による文化財指定解除の申請も辞さない態度を取り、一方の委員会側も「文化財毀損における刑罰」と組合側との対立の姿勢を見せた。この問題は政治問題化し、県民の世論を沸かせたが、最終的にはホテル建設を本丸から城壁外の高台に建設場所を変更することで決着した。
その後、1975年（昭和50年）に沖縄海洋博の開催が決定したのを機に、当時の沖縄県の実業家・資産家として知られた高良一により、1970年代前半に建設が開始された。
廃墟化に至るまでの経緯として、海洋博開催直前に建設をしていた企業が倒産し、また、沖縄本土復帰に伴い、アクセス道路が文化財保護区域に指定されたことから、建設途中のまま工事が中断し放置されたといわれるが、解体決定時に「数ヶ月間だけ営業していた」とする報道もある。いずれにせよ1970年代から40年以上放置されたまま廃墟化し、老朽化しているため立ち入り禁止の措置が取られていた。
1996年（平成8年）には中島みゆきのシングル『たかが愛』のプロモーションビデオのロケ地として使用されている。
1997年（平成9年）に沖縄県がホテル跡地を含む一帯の敷地を県営中城公園として整備開始した後も長年にわたり県とホテル所有者との間で補償交渉が難航していたが、2018年（平成30年）に沖縄県が所有者の一部と建物の残存価値に関する補償契約に合意し、県が首里城から続く宿道（中城ハンタ道）の文化財調査や、希少動物への影響調査、アスベストの適正処理などを行い解体することが決定した。約2億円をかけて2019年（令和元年）5月15日に安全祈願祭を行い解体作業を開始、2020年3月までに解体する。解体後は県営中城公園の一角として整備される予定となっている。なお解体直前に沖縄タイムスが取材を行い、ホテル建物の外観や内部の写真、当時のパンフレットなどをサイト上で公開している。
当時珍しかったウォータースライダー付き遊泳プールや土産品店、レストランも設けられる予定だった。

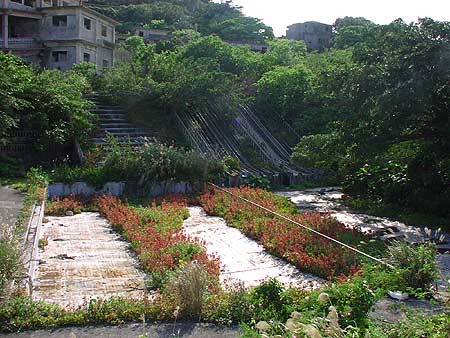
遊泳プールと思われる所